# ISO 3166-2:MX
کد ISO 3166-2:MX بخشی از استاندارد ایزو ۳۱۶۶ برای کشور مکزیک است که توسط سازمان بین‌المللی استانداردسازی ISO تنظیم شده‌است این سازمان، کدهای استاندارد را برای تقسیمات کشوری (ایالت‌ها یا استان‌های) کشورهای فهرست شده در استاندارد ایزو ۳۱۶۶-۱ تعریف می‌کند.
هر کد شامل دو بخش می‌گردد که توسط علامت - جدا می‌گردند.
- بخش نخست MX که در ایزو ۳۱۶۶-۱ آلفا-۲ کد کشور مکزیک است.
- بخش دوم شامل یک یا دو یا سه حرف است که بیان‌کننده استان یا ایالت کشور مکزیک می‌باشد.

## کدها
| کدها   | ایالت                     |
| ------ | ------------------------- |
| MX-DIF | مکزیکو سیتی (مکزیکو سیتی) |
| MX-AGU | آگوئاسکالینتس             |
| MX-BCN | باخا کالیفرنیا            |
| MX-BCS | باحا کالیفرنیا سور        |
| MX-CAM | کامپچه                    |
| MX-COA | کواویلا                   |
| MX-COL | کولیما                    |
| MX-CHP | چیاپاس                    |
| MX-CHH | ایالت چیواوا              |
| MX-DUR | دورانگو                   |
| MX-GUA | گوآناخوآتو                |
| MX-GRO | گوئررو                    |
| MX-HID | ایالت ایدالگو             |
| MX-JAL | خالیسکو                   |
| MX-MEX | ایالت‌ مکزیک               |
| MX-MIC | میچوآکان                  |
| MX-MOR | ایالت مورلوس              |
| MX-NAY | نایاریت                   |
| MX-NLE | نوئوو لئون                |
| MX-OAX | اوآخاکا                   |
| MX-PUE | پوئبلا                    |
| MX-QUE | کرتارو                    |
| MX-ROO | کینتانا رو                |
| MX-SLP | سن لوئیس پوتوسی           |
| MX-SIN | سینالوآ                   |
| MX-SON | ایالت سونورا              |
| MX-TAB | ایالت تاباسکو             |
| MX-TAM | تامائولیپاس               |
| MX-TLA | تلاسکالا                  |
| MX-VER | وراکروس                   |
| MX-YUC | یوکاتان                   |
| MX-ZAC | ساکاتکاس                  |